# Walter Pontel
Walter Pontel (Milán, Italia, 4 de octubre de 1937 - Salerno, Italia, 6 de enero de 2003), fue un futbolista y entrenador italiano. Se desempeñaba como guardameta.
Murió a la edad de 66 años en un accidente de tráfico bajo su casa en Salerno.

## Trayectoria

### Como futbolista
Se formó en el Inter de Milán y en 1957 fue cedido al Lecco, donde totalizó 13 presencias durante la temporada de su debut. En 1958 fue transferido al Palermo de la Serie B y en las filas del club siciliano disputó 32 partidos, para luego ser reemplazado por Roberto Anzolin. En 1959 volvió al Inter, con el que jugó una temporada en Serie A. Su debut con la camiseta nerazzurra se produjo el 8 de diciembre de 1959 contra el Reggiana (5-2 para el Inter) y concluyó la temporada con 6 presencias en la liga y 1 en la Copa Italia. En 1960 fichó por el Catania, donde disputó 7 partidos en la temporada 1960/61.
En 1961 fue transferido al Napoli, que lo adquirió por 75 millones de liras. Con los azzurri ganó la Copa Italia 1961-62; tras tres temporadas volvió al Palermo, donde totalizó 21 presencias en la liga. Desde 1965 a 1967 militó en el Padova, con 55 presencias. Posteriormente pasó al Udinese (quedándose dos temporadas) y al Viareggio en Serie C. Concluyó su carrera en el Camaiore, con el papel de jugador-entrenador.

### Como entrenador
Ha sido el entrenador de varios equipos de divisiones menores: Pro Salerno, Nola, Sanseverinese y Trambileno.

## Clubes

### Como futbolista
| Club              | País   | Año         |
| ----------------- | ------ | ----------- |
| AC Lecco          | Italia | 1975 - 1958 |
| US Palermo        | Italia | 1958 - 1959 |
| FC Inter de Milán | Italia | 1959 - 1960 |
| Calcio Catania    | Italia | 1960 - 1961 |
| SSC Napoli        | Italia | 1961 - 1964 |
| US Palermo        | Italia | 1964 - 1965 |
| Calcio Padova     | Italia | 1965 - 1967 |
| Udinese Calcio    | Italia | 1967 - 1969 |
| ASC Viareggio     | Italia | 1969 - 1970 |
| AS Camaiore       | Italia | 1970 - 1971 |

## Palmarés

### Campeonatos nacionales
| Título      | Club       | País   | Año         |
| ----------- | ---------- | ------ | ----------- |
| Copa Italia | SSC Napoli | Italia | 1961 - 1962 |